# Diaolou de Kaiping
Les diaolou de Kaiping (chinois simplifié : 开平碉楼 ; chinois traditionnel : 开平碉樓 ; pinyin : kāipíng diāolóu) sont des tours fortifiées de plusieurs étages, généralement faites de béton renforcé, que l'on trouve à Kaiping et dans les villes voisines, dans le centre du Guangdong. Ces premières diaolou furent construites au début de la dynastie Qing, l'apogée de leur construction étant les années 1920 et 1930, où il y en avait plus de trois mille. Il en reste 1 833 à Kaiping et environ 500 à Taishan.
On regroupe également sous le terme de diaolou, les Tours de l'Himalaya que l'on appelle en chinois Grande tours du peuple tibétain (chinois : 藏民高碉 ; pinyin : Zàngmín gāodiāo), littéralement, Haute constructions de pierre tibétaines et Qiang.
Si elles ont servi surtout de protection contre les pillards et voleurs, elles furent aussi, pour certaines, utilisées comme habitations.
Parmi les plus célèbres, on trouve la Ruishi diaolou (derrière le village de Jinjiangli, Xianggang), construite en 1921 et la plus haute de toutes, à neuf étages, puis la Fangshi Denglou, construite en 1920 et haute de cinq étages avec un projecteur au sommet, comme un phare, et Bianchouzhu Lou (« la tour penchée »), construite en 1903 dans le village de Nanxing à côté d'un étang et haute de sept étages.
Kaiping étant un secteur d'émigration vers l'étranger, beaucoup de membres de la diaspora chinoise y ont leurs racines ; ils ont influencé l'architecture de la région, dont les diaolou, en y ajoutant des détails étrangers.
Les diaolou de Kaiping  et leurs environs, sont classés en 2001 sur la 5e liste des Sites historiques et culturels majeurs protégés au niveau national, puis en 2007, sur la liste du patrimoine mondial de l'UNESCO.